# Haftará
La haftará (en hebreo: הפטרה, "separación", "despedida / salida", plural hafṭarot) es la lectura pública de una porción de los Nevi'im del Tanaj que se hace en la sinagoga, como parte de la práctica de la religión judía. La haftará tiene lugar después de la parashá de la semana (la lectura de la Torá) cada sábado, fiesta y día de ayuno. Normalmente, la haftará se relaciona temáticamente con la parashá del día que la precede.

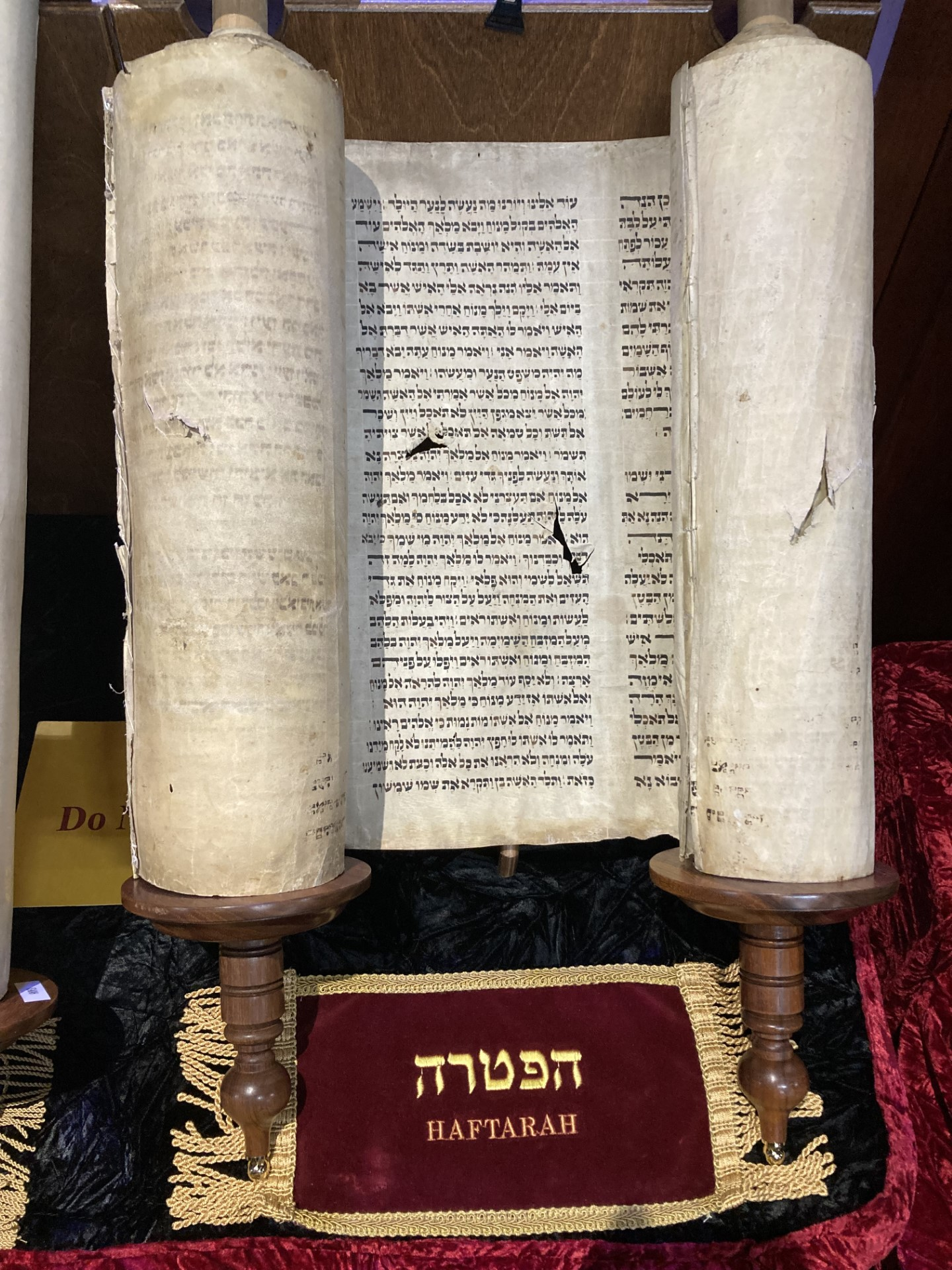
Rollo de Haftarah con cortes de bayoneta por los nazis

El origen de la haftará se pierde en la historia y diversas teorías se han propuesto para explicar su papel en la práctica judía. Algunos sugieren que surgió en respuesta a la persecución de los judíos bajo el mando de Antíoco Epífanes que precedió a la revuelta de los macabeos, cuando se prohibió la lectura de las Sagradas Escrituras. Otros sugieren que la práctica se "instituyó contra los samaritanos, que negaban la inclusión de los Libros de los Neviim (excepto el Libro de Josué) en el canon bíblico, y más tarde contra los saduceos."  Dan testimonio de su antigüedad dos hechos: El Talmud menciona que el Rabino Eliezer ben Hyrcanus, hacia el año 70, leyó una haftará, y el evangelio de Lucas (escrito hacia el año 80 d. C.) dice que Jesús (que vivió 50 años antes) leyó en la sinagoga una porción del Libro de Isaías (Lc 4, 1-17).